# Viacheslav Tíshchenko
Viacheslav Yevguénievich Tíshchenko (Вячеслав Евгеньевич Тищенко; 19 de agosto de 1861 - 25 de febrero de 1941) fue un químico ruso, más conocido por el desarrollo de la reacción de Tíshchenko.

## Vida y obra
Tíshchenko nació en 1861 en San Petersburgo, donde asistió a la escuela antes de cursar estudios en la Universidad Estatal de San Petersburgo (que entonces se llamaba Universidad Imperial de San Petersburgo). Trabajó en el laboratorio de Alexander Butlerov, estudiando la interacción del paraformaldehído con los ácidos hidrohídricos. Tíshchenko se licenció en 1884 y trabajó con Dmitri Mendeleev como ayudante de laboratorio y de cátedra.
En 1891 fue nombrado profesor de la Universidad Estatal de San Petersburgo, donde impartió clases de química analítica. Fue enviado a la Exposición Universal de Chicago en 1893 y a la Exposición de París en 1900 para informar a su universidad de origen sobre la tecnología química exhibida en estas exposiciones.
Tras la Revolución de Octubre de 1917, Tíshchenko dirigió un laboratorio en el Instituto Estatal Ruso de Química Aplicada, afiliado a la industria militar y centrado en la síntesis química.
En 1928, Tíshchenko fue nombrado miembro correspondiente de la Academia de Ciencias de la URSS, y fue nombrado académico en 1935.

## Química
La reacción de Tíshchenko produce ésteres a partir de un aldehído y una cetona, o dos equivalentes de un aldehído, en presencia de un catalizador de alcóxido metálico.
También lleva su nombre el "matraz de Tíshchenko", un tipo de recipiente de vidrio utilizado en la absorción de gases.
En 1931, Tíshchenko comenzó a trabajar en la síntesis del canfeno a partir del pineno mediante un reordenamiento de Wagner-Meerwein. Más tarde, la empresa Shering utilizó métodos similares en la síntesis industrial.

## Obra biográfica
Tíshchenko fue uno de los primeros biógrafos de Mendeléiev, colaborando con Mikhail Nikolaevich Mladentsev en la publicación de una biografía en 1938, Дмитрий Иванович Менделеев, его жизнь и деятельность (Dimitri Ivanovich Mendeléiev, su vida y obra). Aunque no se publicó hasta más tarde, Tíshchenko y Mladentsev también escribieron una segunda biografía, Дмитрий Иванович Менделеев, его жизнь и деятельность: Университетский период 1861-1890 (Dmitri Ivánovich Mendeléyev, su vida y obra: período universitario 1861-1890). Estas biografías reimprimen varias correspondencias personales de Mendeléyev y contienen relatos de su vida profesional y personal.